# Chłopaki mojego życia
Chłopaki mojego życia (ang. Riding in Cars with Boys) – amerykański film fabularny (komediodramat) z 2001 r. Ekranizacja autobiograficznej powieści Beverly D'Onofrio. W roli głównej – Drew Barrymore (E.T., Krzyk).

## Treść
Lata sześćdziesiąte XX w. Beverly, inteligentna, pełna fantazji piętnastolatka, szczególną pasję poświęca literaturze i chłopcom. Doskonale rozumie się z rodzicami. Gdy jednak okazuje się, że jest w ciąży, konserwatywny ojciec żąda, by wyszła za mąż za swojego partnera, osiemnastoletniego Raya. Dziewczyna jest zmuszona do porzucenia szkoły i przekreślenia marzeń o karierze pisarskiej. Po sześciu latach małżeństwa, kiedy Ray wyznaje Beverly, że jest narkomanem, kobieta decyduje się na rozwód. Teraz Beverly chce spełnić dawne marzenia.

## Obsada
- Drew Barrymore – Beverly
- Steve Zahn – Ray
- Adam Garcia – Jason
- Brittany Murphy – Fay Forrester
- James Woods – Leonard D'Onofrio
- Lorraine Bracco – Teresa D'Onofrio
- Desmond Harrington – Bobby
- Rosie Perez – Shirley Perro
- Sara Gilbert – Tina Barr
- Mika Boorem – Beverly, 12 lat
- Maggie Gyllenhaal – Amelia
- Skye McCole Bartusiak – Amelia, lat 8

i inni